# NeverShoutNever!
Never Shout Never  é uma banda de rock dos Estados Unidos. A banda era no inicio um projeto solo de Christofer Drew, postando suas músicas no MySpace, tornando-se o artista mais tocado do site por um tempo, e este lançou seu primeiro EP intitulado Never Shout Never! em 2007, Uma re-gravação do Demo-Shmemo. Em 12 de abril de 2011 Chris lançou sua primeira compilação intitulada Year One anunciada como seu último trabalho como Never Shout Never em carreira solo Em 26 de Janeiro de 2010, foi lançado o primeiro álbum da banda chamado What Is Love?.

## História

### 2007 - Presente
Em 4 de abril de 2011 Chris lançou sua primeira compilação intitulada Year One que reúne as principais canções dos álbuns anteriores, e foi anunciada como seu último trabalho como Never Shout Never, porém o cantor desmentiu esse rumor e pretende continuar com o antigo nome, porém com uma banda completa, incluindo os novos integrantes, Caleb Denison, Hayden Kaiser, Taylor MacFee, além de Christofer. No dia 12 de abril lançou seu primeiro EP assinado como Christofer Drew, The Mordern Racket. ". Chris também lançou um novo projeto paralelo, chamado Gonzo, com músicas cheias de efeitos especiais e o single Proof that Aliens Exisist.
O álbum chamado "What Is Love?" É o álbum de estúdio do Never Shout Never ,que foi lançado em 26 de janeiro de 2010. 
O álbum estreou em # 24 na Billboard 200.
Em 24 de agosto de 2010, lançou o álbum "Harmony", com 11 músicas. A embalagem do CD vem com sementes de flores (enquanto o pacote de edição limitada também inclui um vaso de flores com o nome do álbum nela com instruções de plantio "assim você pode se envolver e fazer do mundo um lugar mais bonito!" o álbum foi transmitido em seu MySpace em 22 de agosto de 2010. Harmony estreou em  #14 sobre os EuaBillboard 200 álbuns gráfico.
Time travel em 20 de setembro de 2010 que foi gravado como primeiro álbum em que Never Shout Never é registrado como uma banda completa.
Indigo em 13 de novembro de 2012.
Sunflower em 2 de julho de 2013.
Recycled Youth em 3 de março de 2015.
Black Cat em 7 de agosto de 2015.
Unborn Spark em 12 de junho de 2020
8 membros já deixaram a banda. Os quatro membros (Hayden, Taylor, Chris e Caleb) possuíam um projeto chamado Eatmewhileimhot! Com um EP chamado "All My Friends", em 2009, com 5 músicas, "xALBUMx" em 2010 com 8 músicas "Mushroom" em 2012 com 10 músicas. Atualmente a banda é chamada "Eatmeraw", onde músicas aleatórias são postadas no SoundCloud / Lovewayrecords.
Já fizeram uma turnê com a banda The Maine, já fizeram shows com o The Ready Set e participam no filme No Room for Rockstars, que mostra o dia-a-dia da Vans Warped Tour. Já ganharam um prêmio da MTV, e já foram nomeados pela Billboard como sexta banda com maior potencial musical. O último álbum é chamado Black Cat, o próximo EP ser lançado em 2016, será intitulado "Violett".

## Discografia

### Álbuns de estúdio
- 2010 - What Is Love?
- 2010 - Harmony
- 2011 - Time Travel
- 2012 - Indigo
- 2013 - Sunflower
- 2014 - Recycled youth Vol.1
- 2015 - Black Cat
- 2020 - Unborn Spark

### Extended Plays
- 2008 - Demo-shmemo
- 2008 - The Yippee
- 2009 - Me & My Uke
- 2009 - The Summer
- 2009 - Never Shout Never
- 2010 - Melody
- 2012 - The Light
- 2016 - Advent of Violett Soul
- 2018 - Violett Soul

### Álbuns ao vivo
- 2010 - Never Shout Never & The Maine
- 2011 - Love (Live)
- 2011 - To Pick a Town Up

### Compilações
- 2011 - Year One

### Participações
- 2010 - Almost Alice
- 2010 - Punk Goes Classic Rock

## Turnês
| Ano         | Turnê                          |
| ----------- | ------------------------------ |
| 2009        | Vans Warped Tour               |
| 2010        | MTVU VMA Tour                  |
| 2010 - 2011 | The Harmony Tour               |
| 2011        | A Night with Never Shout Never |
| 2011 - 2012 | Time Travel Tour               |
| 2015 - 2016 | Black Cat Tour                 |
| 2017 - 2019 | Throuw Back Tour               |
| 2018        | Acoustic Tour                  |